# 飛行教導群
飛行教導群（日语：／ hikoukyōtōgun）是日本航空自衛隊的假想敵部隊。為了訓練戰鬥機飛行員的戰技，從各戰鬥機部隊挑選戰技高超的優秀飛行員組成。駐地位於石川縣小松市的小松基地，並巡迴各戰鬥機部隊駐地進行戰技指導。

## 概要
美國海軍和空軍在總結越南戰爭空戰的教訓後，相繼成立了專門訓練飛行員攔截、近戰纏鬥等戰技的專門學校或假想敵部隊，並成功提高飛行員的戰技和存活率。加上1976年9月別連科亡命事件的衝擊，有鑑於此，航空自衛隊認為有必要效法美國，建立一支專門訓練戰鬥機飛行員和迎擊管制官戰技能力，以提高作戰效率和戰鬥力的部隊。因此在1981年（昭和56年）8月1日，空自於九州福岡縣築城基地第8航空團麾下，成立了飛行教導隊準備隊及準備室。最初的使用機種是與冷戰時東方集團的代表性戰鬥機MiG-21之飛行特性相似、截面積小、又有雙座配置可供新進飛行員訓練目視搜索的T-2教練機。選擇築城基地的理由在於當時同基地所屬的第6飛行隊，裝備與T-2系出同門的F-1戰鬥機，可以減輕運用的負擔。12月17日、飛行教導隊以5架T-2和2架T-33聯絡機的陣容正式編成。
之後、為尋求更安定的天候以及更快速進入訓練空域，1983年（昭和58年）3月16日，飛行教導隊移防至宮崎縣兒湯郡的新田原基地。此後經過5年，隨著教學大綱的確立，機隊的運用也走上軌道。但是由於1980年代後半飛行教導隊所屬的T-2頻繁發生包括機動中空中解體等等的重大事故，為此，儘管因為認為格鬥戰力具有壓倒性優勢，在訓練中幾乎毫無勝算而想推遲接收，航空幕僚監部仍然決定讓飛行教導隊從1989年開始換裝F-15J/DJ戰鬥機，並在1988年（昭和63年）9月即開始準備相關作業。受到事故的影響，飛行教導隊的F-15換裝作業以「超乎想像」的速度進行。1990年（平成2年）4月3日，首批2架F-15DJ接收，8個月後的12月17日即完成F-15的全面換裝。這使飛行教導隊成為全世界第一個採用F-15作為假想敵機的部隊。出於安全監控或讓學員坐在後座的需要，教導隊的F-15機隊幾乎都是F-15DJ雙座機，但從2000年（平成12年）起，也有少數F-15J單座機進入教導隊服役。
2014年（平成26年）、伴隨著統籌指揮所有教導部隊的航空戰術教導團的成立，飛行教導隊自航空總隊改隸於教導團麾下，並擴編改組成為「飛行教導群」。麾下有飛行隊及整備隊2個單位。
2016年（平成28年）6月10日，因應擴編後需要更廣大的訓練空域，飛行教導群離開了駐留長達30餘年的新田原基地，移防至面對能登半島近海的G訓練空域的小松基地。

## 塗裝
飛行教導隊編成之初，隊上的T-2都是使用標準塗裝，但在1984年設置企劃班與安全班後，進行了專屬塗裝的研究。專屬塗裝旨在降低可見度，並模仿蘇聯戰鬥機的塗裝方式和編號特徵（黑黃配色的兩位數飛機編號，以及在前起落架艙蓋漆上類似座艙罩的偽裝塗裝）。在換裝F-15後，專屬塗裝也進行了修改，以利於讓教導隊機在空中更容易識別，使「沒看到」的藉口失效，並使其更適合扮演假想敵（戰鬥機或戰鬥轟炸機）的角色。塗裝會從部隊內部徵集，每54個月（約4年半），伴隨飛機進行定期維修時重新塗裝。根據飛機的圖案和顏色，這些飛機被賦予了「小黑」和「小綠」等綽號，這些綽號由部隊決定，但後來外界的粉絲們（特別是航空攝影迷）也開始為它們取獨自的名字。

## 編成
從教導隊時代以來，飛行教導群一直透過以下時機，對飛行員、攔截管制官乃至各戰鬥機飛行隊進行訓練：
1.飛行員和攔截管制官完訓初入隊時的訓練

2.各飛行隊部署至教導隊/群所在基地移地訓練期間

3.年度各基地巡迴訓練

4.戰技競技會（年度空戰演習競賽）
要能被分配到飛行教導群，最重要的前提是擁有高超的駕駛技能，但原則上教導群不會接受飛行員主動要求被分配到該單位，只有獲得教導群隊員認可的飛行員才會被選入，並由隊員一對一個別指導。分配入隊後，飛行員將作為飛行教導群的一員接受訓練，不僅駕駛技能會得到進一步提升，還會更加重視如何組織空中纏鬥以及如何指導被訓練的對手（一般部隊）。他們並被要求要能夠以非常合乎邏輯的方式判斷雙方的機動動作，因此據說剛被分配到教導群的飛行員，不時會感到相當大的壓力。
此外，攔截管制班是負責作為「管家」，向侵略者（教導群飛行員）提供武器使用指導的地勤人員，他們會與飛行員並肩作戰，發揮重要作用。每個航空方面隊駐地都設有攔截管制班。他們也參與警戒隊（雷達站）的攔截管制官的訓練指導。

## 象徵標記
飛行教導群的隊徽是眼鏡蛇的蛇頭，象徵「擁有高智商，既能將敵人一擊必殺，也能注意到背後的敵機，做到全方位的警戒」（高い知能を持ち、一撃必殺の毒で敵を仕留め、背後の敵機の警戒も万全である）。1980年代後半以後，蛇頭上加了紅色長舌，象徵紅星，讓隊徽的風格更具侵略性。另外，隊員飛行服右胸的胸章圖案則是印在國籍標誌上的骷髏頭，額頭處還有紅星。以此警惕所有人「空戰中沒有投降這回事，一旦被撃落，下場就只有化為白骨」（空中戦に降伏は無く、撃墜されたら骨となる運命）。

## 沿革
- 1981年（昭和56年）12月17日，於福岡縣築城基地以「飛行教導隊」之名編成，配備T-2高級教練機。[1][2]。
- 1983年（昭和58年）3月16日，移防至宮崎縣新田原基地[1][2]。
- 1988年（昭和60年）1月，於教導隊及整備隊設置總務班[1]。
- 1990年（平成2年）12月17日，換裝F-15DJ[2]。
- 1991年（平成3年）3月，於福岡縣春日基地設置教導隊春日狙撃班（攔截管制班）[1]。
- 2010年（平成22年），因應2010年日本口蹄疫疫情（日语：2010年日本における口蹄疫の流行），於宮崎縣進行災害派遣（日语：災害派遣），協助車輛消毒或物資搬運[1]。
- 2011年（平成23年）1月，因應禽流感於宮崎縣之疫情進行災害派遣，協助撲殺與掩埋染疫雞隻，以及雞舍之消毒工作[1]。
- 2011年（平成23年）3月-4月，於茨城縣百里基地巡迴教導訓練途中，因發生東日本大震災之故，即刻中止訓練並返回新田原基地。43名隊員奉派進駐宮城縣松島基地，協助災區復原的支援活動[1]。
- 2014年（平成26年）8月1日，伴隨航空戰術教導團成立，自航空總隊麾下改隸至航空戰術教導團，並擴編改組為「飛行教導群」[4]。
- 2016年（平成28年）6月10日，自新田原基地移防至石川縣小松基地[1]。

## 組織編制
無特別註記者皆駐留於小松基地
- 群本部
- 教導隊
  - 總務班
  - 飛行班
  - 攔截管制班（入間、春日）
- 整備隊
  - 總務班
  - 整備小隊

雖然有自己的整備隊，但有關飛機整備或物資調度等，仍由駐地所在之航空團整備補給群負責。

## 歷代使用機種
- T-2（1981年～1990年）
- F-15J/DJ（1990年～）
- 聯絡機
  - T-33A（1981年～1992年）
  - T-4（1992年～）

## 主要幹部
| 官職名                       | 階級    | 姓名     | 派令生效日     | 前職                                          |
| ---------------------------- | ------- | -------- | -------------- | --------------------------------------------- |
| 航空戰術教導團飛行教導群司令 | 1等空佐 | 吉滿淳一 | 2025年03月24日 | 航空幕僚監部人事教育部 人事教育計劃課訓練班長 |

| 代   | 氏名       | 在職期間                        | 前職                                            | 後職                            |
| ---- | ---------- | ------------------------------- | ----------------------------------------------- | ------------------------------- |
| 01   | 上岡陽     | 1981年12月17日 - 1983年07月31日 | 第8航空團勤務                                   | 航空救難團副司令                |
| 02   | 眞田泰穗   | 1983年08月01日 - 1985年03月15日 | 航空幕僚監部防衛部調査第2課 技術情報班長        | 統合幕僚會議事務局第1幕僚室勤務 |
| 03   | 増田直之   | 1985年03月16日 - 1988年03月15日 | 第5航空團飛行群司令                             | 警戒航空隊司令                  |
| 04   | 杉下誠治   | 1988年03月16日 - 1990年03月15日 | 第5航空團飛行群司令                             | 北部航空方面隊司令部防衛部長    |
| 05   | 市来徹夫   | 1990年03月16日 - 1992年03月15日 | 第8航空團飛行群司令                             | 中部航空方面隊司令部防衛部長    |
| 06   | 三輪泰彦   | 1992年03月16日 - 1994年07月31日 | 第7航空團飛行群司令                             | 第83航空隊副司令                |
| 07   | 大久保淳   | 1994年08月01日 - 1996年07月31日 | 飛行教導隊勤務                                  | 航空總隊司令部防衛部運用課長    |
| 08   | 西井健樹   | 1996年08月01日 - 1997年11月30日 | 航空幕僚監部防衛部運用課 特別航空輸送隊運用室長 | 航空總隊司令部勤務              |
| 09   | 鈴木孝雄   | 1997年12月01日 - 1999年07月31日 | 北部航空方面隊司令部防衛部長                    | 第2航空團副司令                 |
| 10   | 入澤滋     | 1999年08月01日 - 2002年07月31日 | 第1航空團飛行群司令                             | 西部航空方面隊司令部幕僚長      |
| 11   | 辻章嗣     | 2002年08月01日 - 2003年07月31日 | 航空自衛隊幹部學校勤務                          | 北部航空方面隊司令部防衛部長    |
| 12   | 神内裕明   | 2003年08月01日 - 2006年12月05日 | 北部航空方面隊司令部防衛部 防衛課長             | 第13飛行教育團副司令            |
| 13   | 尾瀬佐一郎 | 2006年12月06日 - 2009年03月31日 | 統合幕僚監部運用部運用第2課 運用調整官          | 中部航空方面隊司令部防衛部長    |
| 14   | 岩本真一   | 2009年04月01日 - 2011年11月30日 | 第2航空團飛行群司令                             | 航空總隊司令部監理監察官        |
| 15   | 廣島美朗   | 2011年12月01日 - 2013年11月30日 | 第5航空團飛行群司令                             | 航空安全管理隊航空事故調査部長  |
| 末任 | 芳賀和典   | 2013年12月01日 - 2014年07月31日 | 飛行教導隊勤務                                  | 航空戦術教導團飛行教導群司令    |

| 代 | 氏名       | 在職期間                        | 前職                                                   | 後職                                                 |
| -- | ---------- | ------------------------------- | ------------------------------------------------------ | ---------------------------------------------------- |
| 01 | 芳賀和典   | 2014年08月01日 - 2015年11月30日 | 飛行教導隊司令                                         | 航空自衛隊幹部學校主任教官 兼 航空自衛隊幹部學校勤務 |
| 02 | 吉田昭則   | 2015年12月01日 - 2018年03月26日 | 中部航空方面隊司令部防衛部長                           | 航空戰術教導團副司令                                 |
| 03 | 鈴木繁直   | 2018年03月27日 - 2019年08月22日 | 中部航空方面隊司令部防衛部長                           | 航空幕僚監部人事教育部教育課長                       |
| 04 | 増田信行   | 2019年08月23日 - 2021年06月17日 | 西部航空方面隊司令部監理監察官                         | 第13飛行教育團副司令                                 |
| 05 | 田中公司   | 2021年06月18日 - 2022年01月31日 | 航空幕僚監部總務副監理監察官                           | 座機失事殉職 （追晉空将補）                          |
| － | 副司令代理 | 2022年01月31日 - 2022年03月13日 |                                                        |                                                      |
| 06 | 小城毅泰   | 2022年03月14日 - 2025年03月24日 | 航空幕僚監部運用支援、情報部 運用支援課部隊訓練第1班長 | 西南航空方面隊司令部防衛部長                         |
| 07 | 吉滿淳一   | 2025年03月25日 -                | 航空幕僚監部人事教育部 人事教育計劃課訓練班長          |                                                      |

## 事故紀錄
- 1986年9月2日，1架T-2教練機因發動機推力減少失事、後座飛行員成功彈射逃生，前座正木正彥教導隊長（2等空佐）殉職[1]。

- 1987年5月8日，1架T-2教練機因空中失火墜機。機上的2等空佐及3等空佐殉職[1]。

- 1989年3月22日，1架T-2教練機於進行空中格鬥訓練時空中解體並墜毀，機上的3等空佐和1等空尉雙雙殉職。3年內連續3架T-2失事並造成5名飛行員殉職的異常事態，雖然外界懷疑是肇因於經常的高強度高機動飛行造成機體金屬疲勞，或機身結構強度不足以支撐連續的高強度操作，但該起事故的調查結果是以原因不明坐收。時任航空幕僚副長鈴木昭雄（日语：鈴木昭雄）後來曾表示，事故後，教導隊的飛行員們對於T-2的結構強度乃至製造商三菱重工業都抱持不信任感，並醞釀要拒絕再駕駛T-2出勤。經過他和飛行員們談話討論之後解決[1]。

- 1993年10月6日、飛行教導隊自第202飛行隊臨時借調的1架F-15DJ，在參加綜合火力演習（日语：富士総合火力演習）期間因供油系統故障失事。機上2名飛行員成功彈射逃生[1]。

- 2022年1月31日17時30分左右，1架F-15DJ（機號32-8083）在小松基地起飛預定參加4機戰鬥訓練，但在起飛後不久就在基地西北西方約5公里處的海上從小松管制隊的雷達螢光幕消失[7][8]，管制官並確認出現橘色光點，以無線電呼叫亦無回應[9]，基地隨即展開搜救。當晚20時40分，小松救難隊直升機發現漂流物並回收，確認該機已經失事墜海[10][8]。機上飛行員田中公司1等空佐（前座）及植田龍生1等空尉（後座）雙雙失蹤，直至2月中旬才在失事海域陸續被發現遺體，確認兩人都已經殉職[11]。3月12日，2名飛行員的葬禮於小松基地舉行[5]，空自並將田中1佐及植田1尉分別追晉為空將補及3等空佐[5]。

詳情參見飛行教導群F-15墜機事故

## 外部連結
- 小松基地HP・飛行教導隊の紹介